# Campus Arenberg

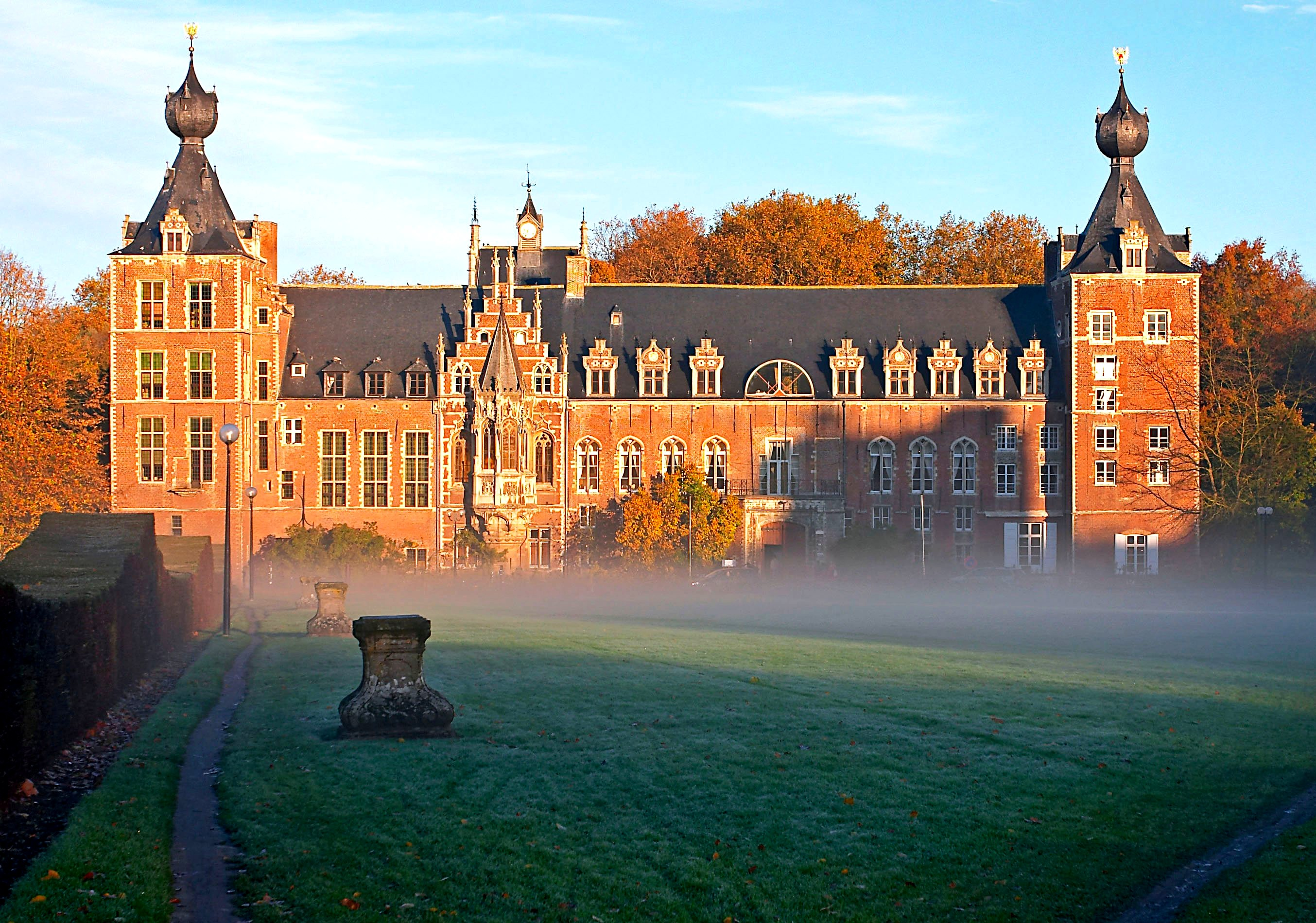
Het Kasteel van Arenberg

Campus Arenberg, ook wel Campus Heverlee genoemd, is een campus van de Katholieke Universiteit Leuven in Heverlee in de Belgische stad Leuven. Een groot deel van de campus ligt in het park van het Kasteel van Arenberg, waaraan de campus zijn naam dankt. De campus is opgedeeld in Arenberg I, II, III en IV. De rivieren de Dijle en de Voer stromen doorheen de campus.

## Ligging
Centraal in de campus ligt het Kasteel van Arenberg. Arenberg I en IV liggen dan ook volledig in het Arenbergpark. In het noordwesten grenst de campus aan de N264 Koning Boudewijnlaan en het gehucht Terbank. In het noordoosten liggen het King Power at Den Dreef Stadion en de ringweg R23 en in het zuidoosten Heverlee. Ten westen van Arenberg ligt het gehucht Egenhoven dat van de campus is gescheiden door het Egenhovenbos.
De Celestijnenlaan doorkruist de campus noord-zuidwaarts en de Dijle zuidwest-noordoostwaarts.

## Campusdelen

### Arenberg I
In Arenberg I ligt het 16de-eeuwse Kasteel van Arenberg, dat sinds 1916 eigendom is van de KU Leuven. Rond dit kasteel ontstond vervolgens een campus voor exacte- en ingenieurswetenschappen in de stijl van een Amerikaanse universiteitscampus. Aan het kasteel is ook een Watermolen Arenberg gelegen, die door de universiteit vanaf 1958 met leslokalen ingericht werd (auditorium Oude Molen).
Arenberg I omvat ook nog enkele andere gebouwencomplexen. Van zuidwest naar noordoost zijn dit:
- het Thermotechnisch Instituut van het departement Werktuigkunde (WTK), het departement Burgerlijke Bouwkunde (BUBO) en het departement Materiaalkunde (MTM),
- het departement Elektrotechniek (ESAT) met Alma ESAT2,
- het Geel Huis dat tot januari 2021 het decanaat van de faculteit Wetenschappen onderbracht,
- de Sint-Lambertuskapel,
- het Landbouwinstituut waarin de faculteit Bio-ingenieurswetenschappen is gevestigd,
- Biosystemen I
- en het Instituut voor Plantkunde en Microbiologie van het departement Biologie.

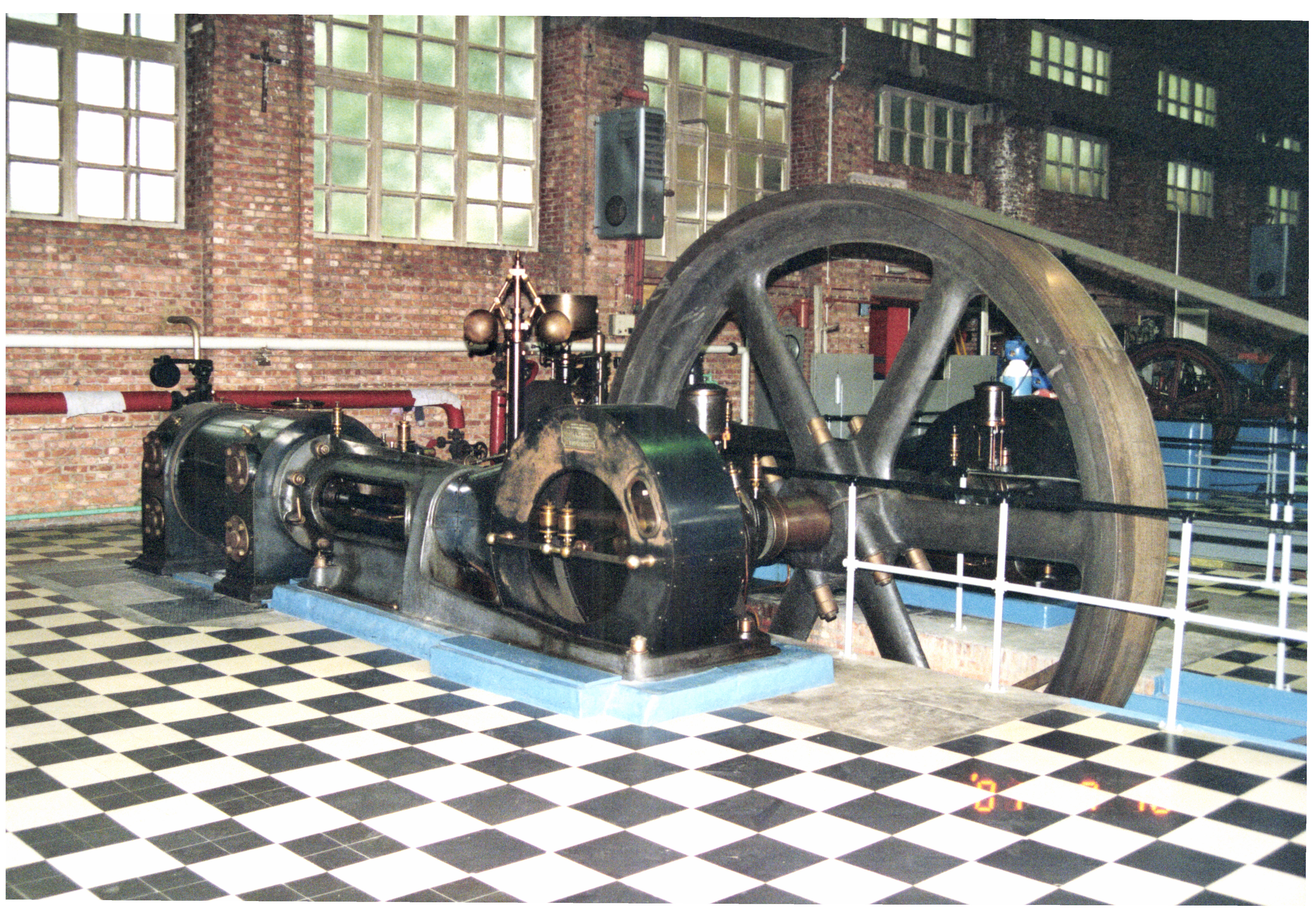
Thermotechnisch Instituut
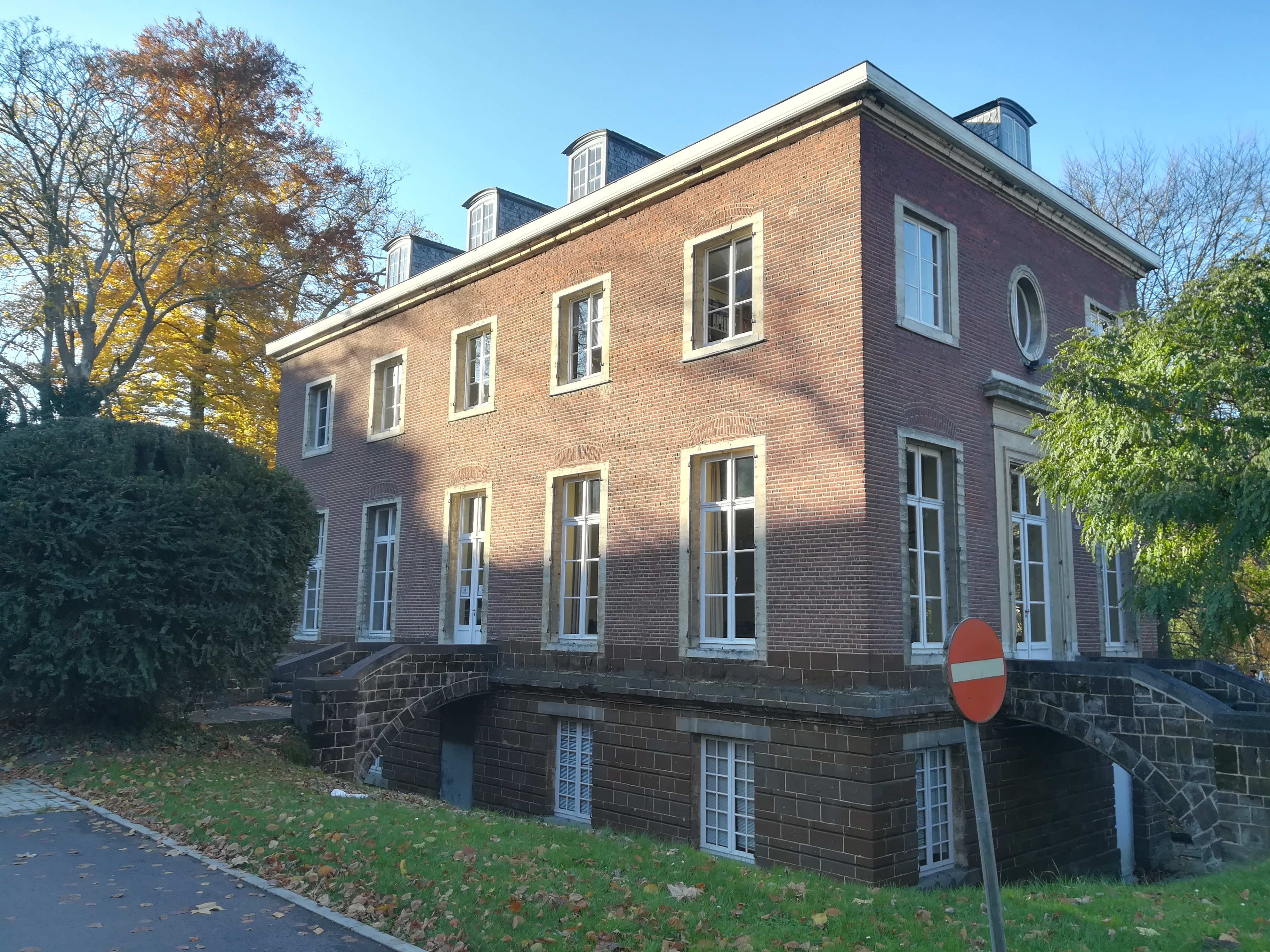
Geel Huis
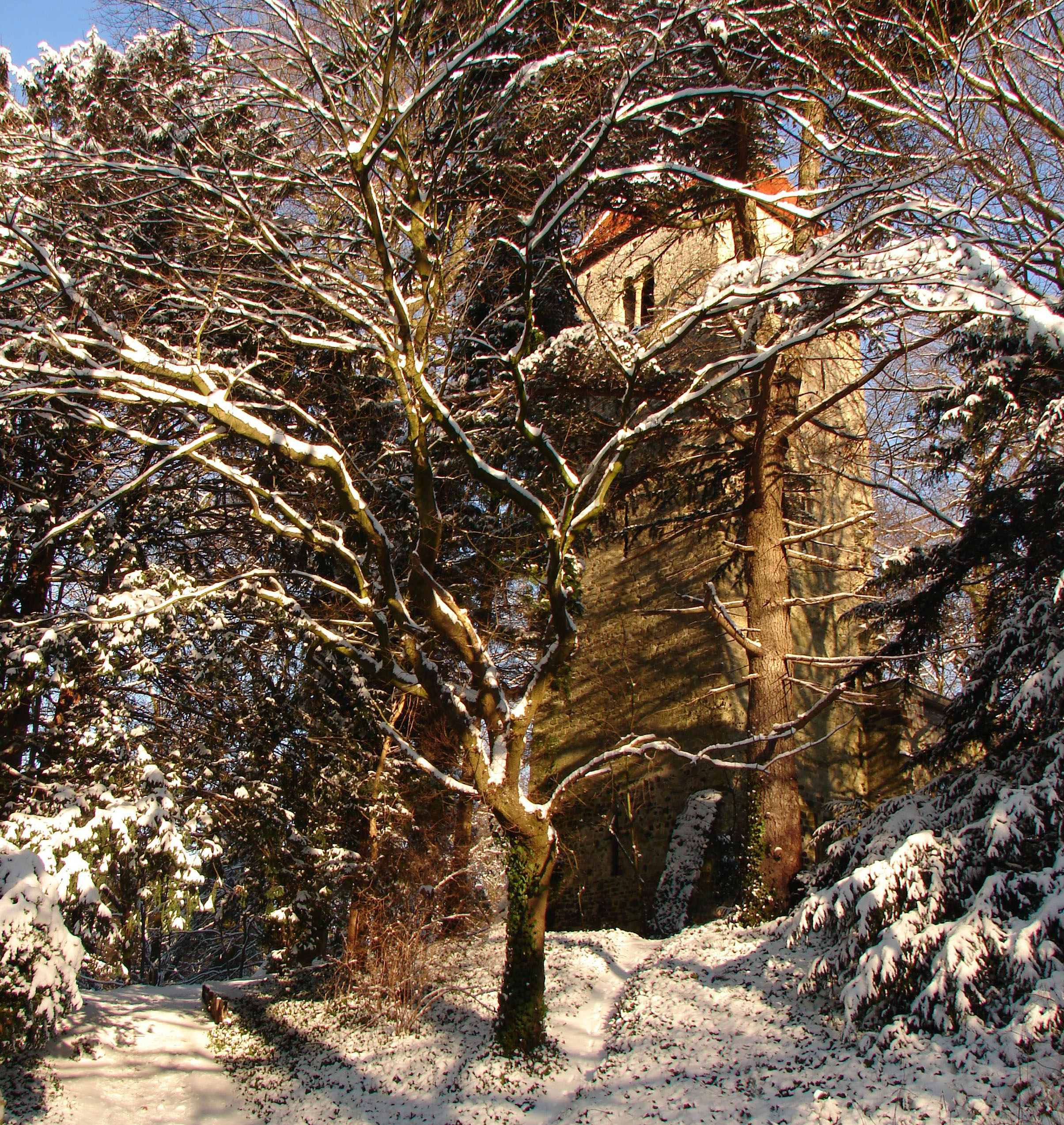
Sint-Lambertuskapel
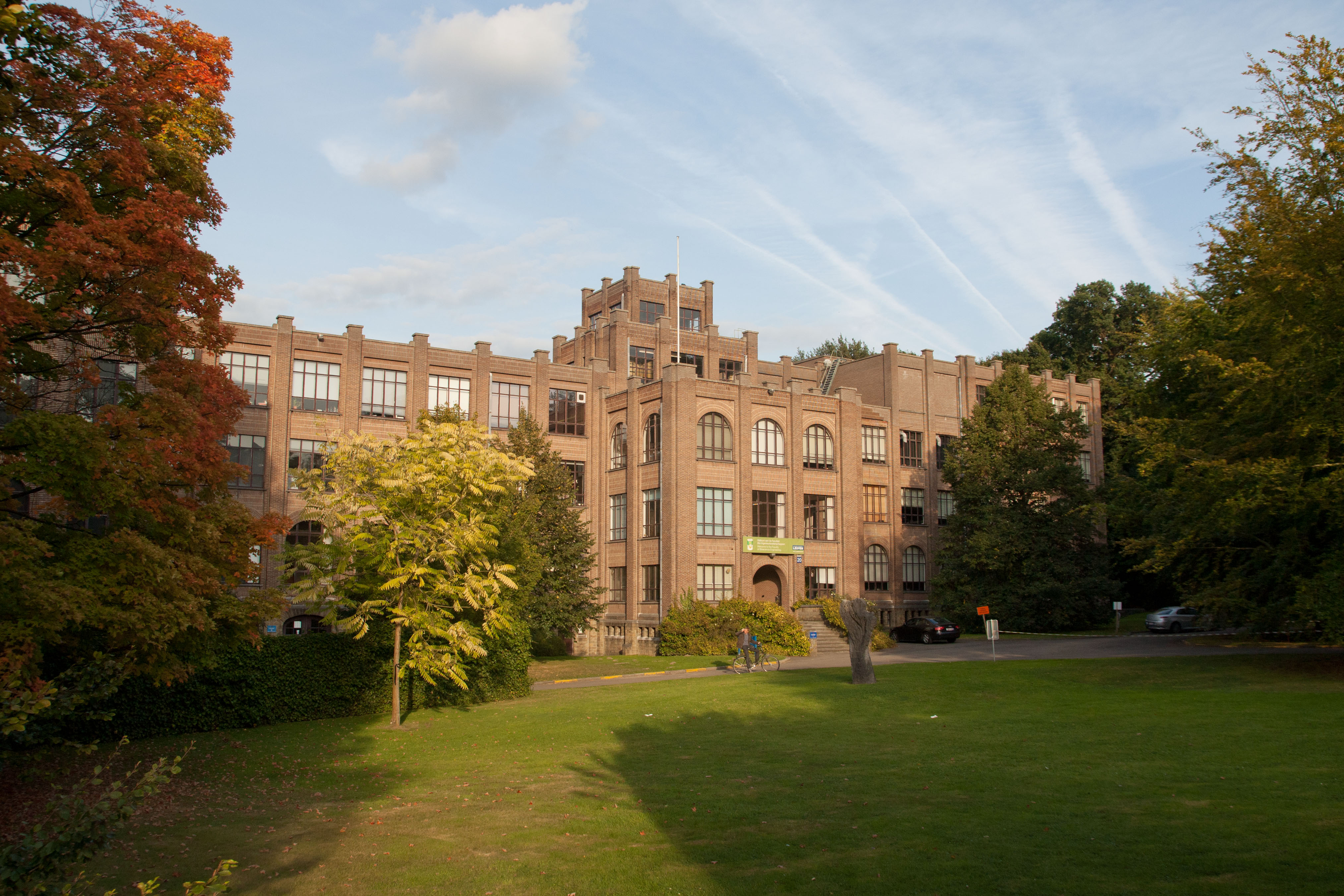
Landbouwinstituut

### Arenberg II

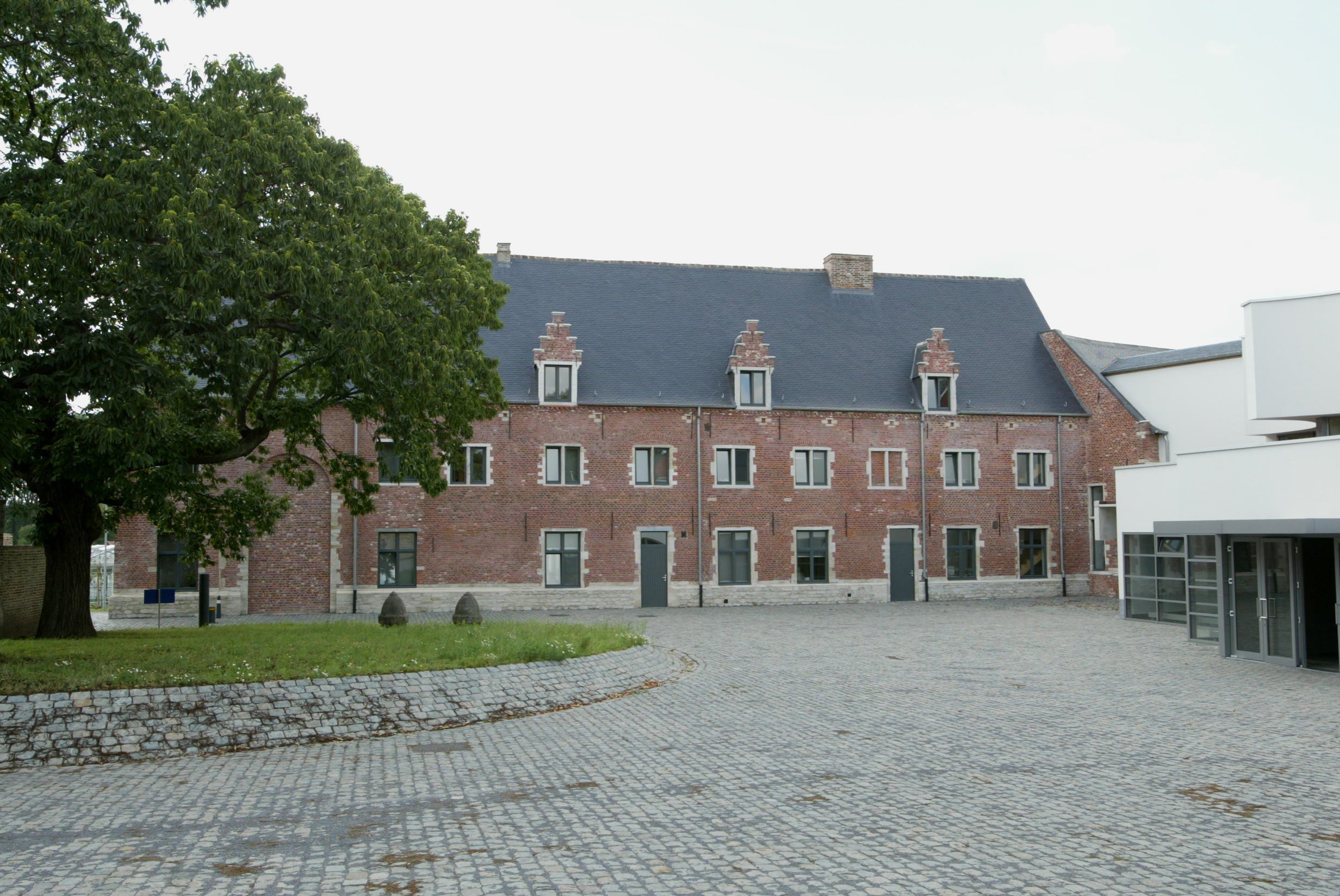
Voormalig Celestijnenklooster, thans bibliotheek 2Bergen

Arenberg II ligt ten zuidwesten van Arenberg I. Het oudste gebouw van dit deel van de campus is het voormalig Celestijnenklooster, waarin de campusbibliotheek 2Bergen is gehuisvest. Ten noorden van dit voormalig kloostergebouw ligt het departement Werktuigkunde (WTK). Andere onderwijsgebouwen in Arenberg II zijn:
- Faculty of Engineering Technology (FET),
- Departement Chemische Ingenieurstechnieken
- Biosystemen II,
- Universitaire Serres Kernfaciliteit Campus Leuven (faculteit Bio-ingenieurswetenschappen).

Op Arenberg II zijn onder meer diverse diensten van de KU Leuven gevestigd, waaronder systeem- en bibliotheekbeheerder LIBIS, de Centrale Logistieke Diensten (CLD), vzw Samenaankoop KU Leuven, de technische diensten, de informatietechnologiedienst ICTS, de Externe Dienst voor Preventie en Bescherming op het Werk (IDEWE) en KUL-kinderdagverblijf Peutertuin.
Overige bedrijven en diensten gevestigd op Arenberg II die niet of slechts deels verbonden zijn met de KU Leuven zijn de Bodemkundige Dienst van België, SCL-Lab, het Vlaams Centrum voor Bewaring van Tuinbouwproducten en FabLab Leuven.

### Arenberg III
Arenberg III ligt ten westen van Arenberg I en ten zuiden van de IMEC-site. Op dit deel zijn de volgende departementen gevestigd: het departement Aard- en Omgevingswetenschappen (Geo-instituut), het departement Chemie, het departement Computerwetenschappen, het departement Natuurkunde en Sterrenkunde en het departement Wiskunde. Tevens zijn er diverse losstaande auditoria in Arenberg III, die met de letters K, L, M en N worden aangeduid. Ook het Innovatie- en Incubatiecentrum, de onderzoekscentra Chem&Tech en NanoCentre, het Alma-restaurant De Moete en een Acco-boekhandel zijn hier gelegen. In 2021 opende in Arenberg III het Quadrivium, een onderwijsgebouw met onder meer een auditorium met 600 zitplaatsen.
Ten westen en noorden van Arenberg III zijn enkele onafhankelijke bedrijven en instellingen gelegen. In het noorden, langs de IMEC-site, ligt ook de KU Leuven-residentie Groenveld.

### Arenberg IV

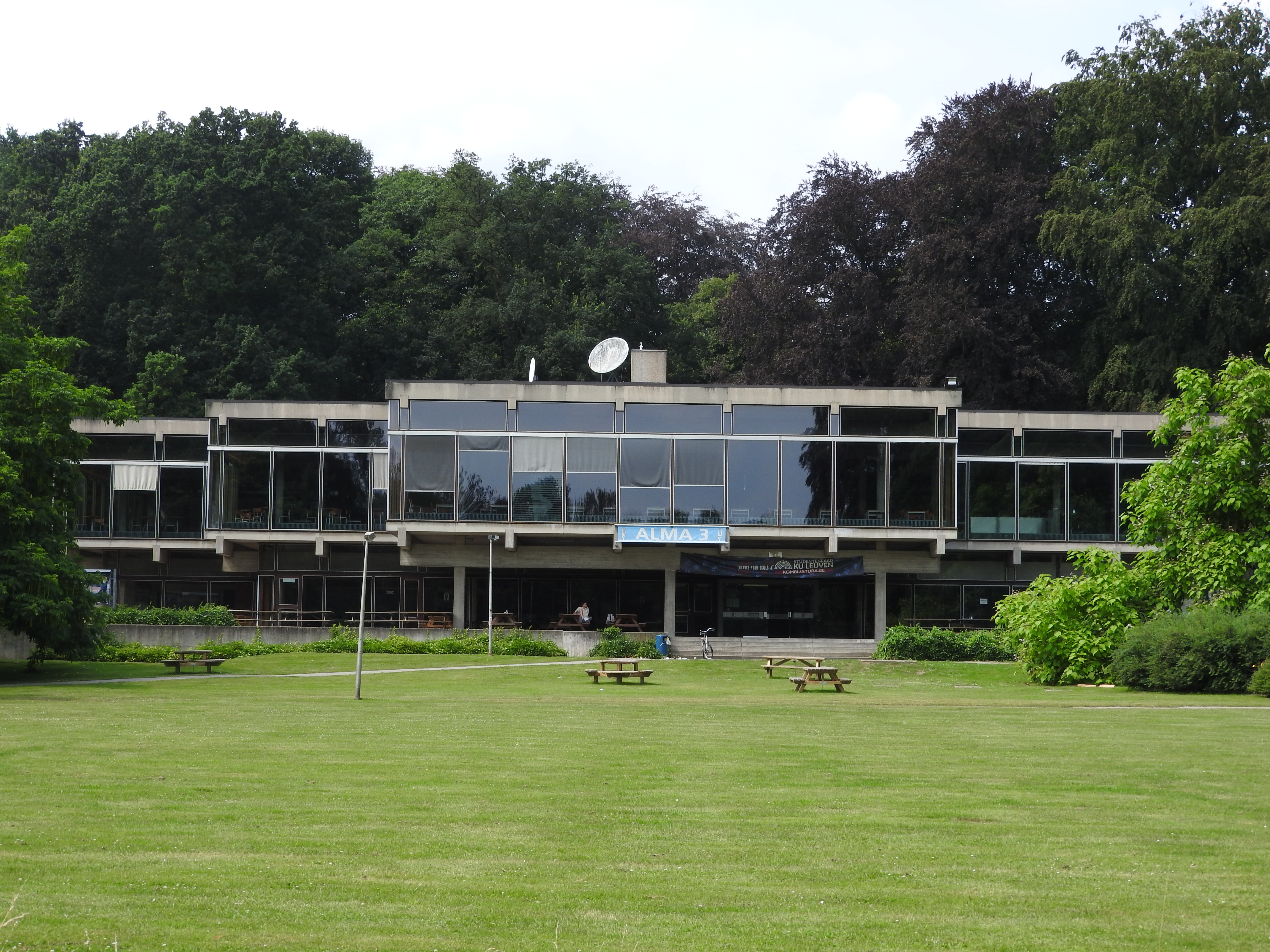
Alma 3 is de grootste van alle KU Leuven-studentenrestaurants

Arenberg IV ligt ten noorden van Arenberg I en omvat voornamelijk studentenresidenties van de KU Leuven. Het centrale onthaalgebouw voor de studentenresidenties in Heverlee is De Waag. Ook Alma 3, de grootste van alle KU Leuven-restaurants, en KU Leuven-kinderdagverblijf De Villa bevinden zich in dit deel van de campus.
Arenberg IV wordt ook gekenmerkt door het Universitair Sportcentrum, dat diverse sportaccommodaties, zowel outdoor als indoor, omvat. Ook het KU Leuven Athletic Performance Center (Bakala Academy) en restaurant De Spuye zijn hier gelegen.

### Overige gebouwen
Centraal in de campus ligt het Sint-Janshuis, een studentenhuis voor internationale studenten met een lokaal van de Universitaire Parochie van de KU Leuven.
In het Egenhovenbos ten westen van de campus ligt het Jezuïetenhof, waarin het Stiltehuis van de KU Leuven gevestigd is.

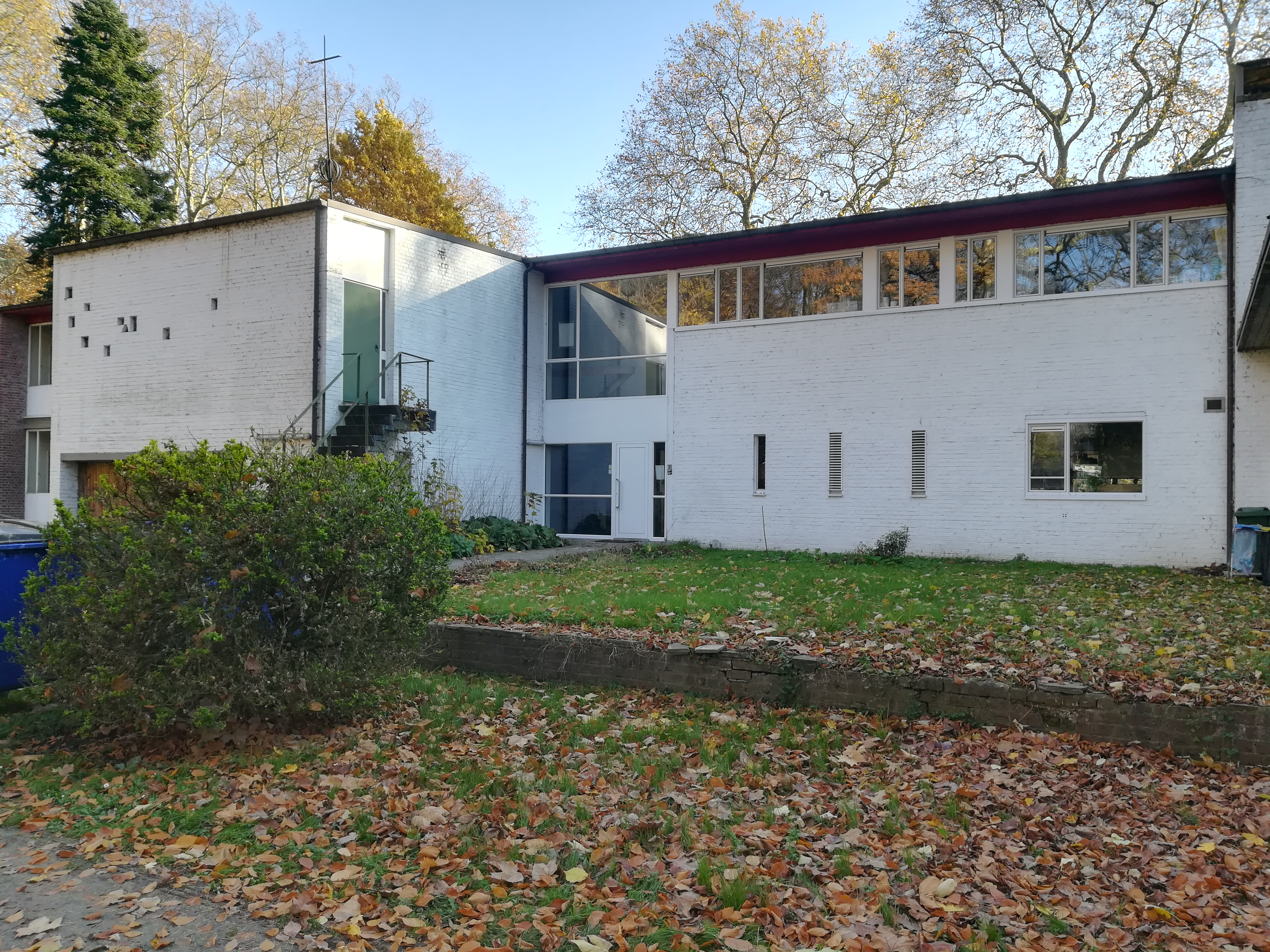
Sint-Janshuis
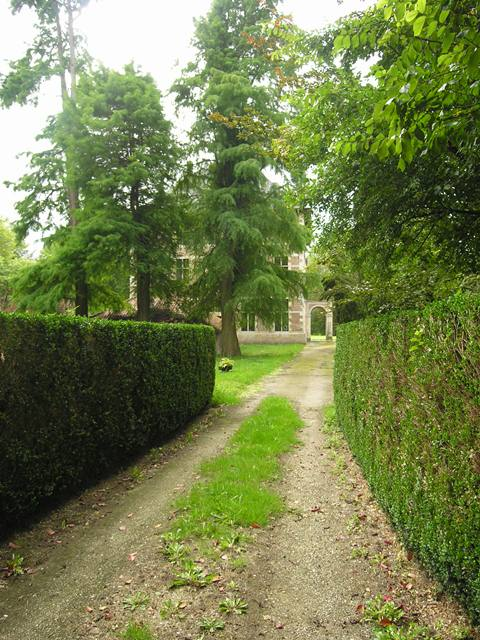
Jezuïetenhof